# Rudolf Inemann
Rudolf Inemman, gledališki igralec in režiser češkega rodu delujoč v  Ljubljani, * 31. maj 1861, Praga, † 12. november 1907, Praga.

## Življenje in delo
V Ljubljano je prišel po odhodu Ignacija Borštnika 1894 v Zagreb, pred tem je deloval v Pragi, Brnu in nekaj časa tudi v ZDA. Po vrnitvi iz Amerike je bil član Narodnog divadla (Narodnega gledališča) v Pragi. V Ljubljani je deloval 6 let (1894-1900), bil umetniški usmerjevalec dramskega gledališča, njegov igralec in edini režiser. Pridobil si je veliko zaslug za profesionalizacijo in umetniški vzpon slovenskega gledališča; uvedel je več reda, dnevne namesto dotedanjig večernih vaj, zaradi tega so posledično odpadli številni amaterski igralci, razširil repertoar in kot pedagog v skromnih okvirih tedanje dramatične šole skrbel za vzgojo novih igralcev. Na oder je postavil več klasičnih dram evropskih avtorjev, predvsem pa uvedel dotlej še neuprizorjenega Shakespearea (1896) ter izoblikoval v njegovih tragedijah in komedijah več vodilnih vlog. Bil je prvi Hamlet (1899) v slovenskem gledališču. Botroval je tudi mnogim postavitvam domačih dramatikov, tik pred vrnitvijo v Prago tudi prvi Cankarjevi krstni predstavi Jakob Ruda v vlogi Broša. Igral je v skoraj v skoraj vseh dramah in komedijah tedanjega sporeda, pa tudi v mnogih burkah in celo operetah.  Inemann je bil razgledan dramaturg, vesten režiser in dober pedagog, predvsem pa temperamenten in raznovrsten igralec.